# Ambrosi Hoffmann
Ambrosi Hoffmann (Davos, 22 de marzo de 1977) es un deportista suizo que compitió en esquí alpino.
Participó en tres Juegos Olímpicos de Invierno, entre los años 2002 y 2010, obteniendo una medalla de bronce en Turín 2006, en la prueba de supergigante, y el octavo lugar en Salt Lake City 2002, en el descenso.
En la Copa del Mundo consiguió seis podios en total.

## Palmarés internacional
| Juegos Olímpicos | Juegos Olímpicos | Juegos Olímpicos  | Juegos Olímpicos |
| Año              | Lugar            | Medalla           | Prueba           |
| ---------------- | ---------------- | ----------------- | ---------------- |
| 2006             | Turín (Italia)   | Medalla de bronce | Supergigante     |